# VIII з'їзд КПК
VIII з'їзд Комуністичної партії Китаю проходив у 2 етапи. Перша сесія відбулася 15-27 вересня 1956 в Пекіні. Було 1026 делегатів і 107 кандидатів у делегати, які представляли 10,73 мільйонів членів КПК. Друга сесія відбулася у закритому режимі 5-23 травня 1958.

## Перша сесія

### Порядок денний
Вступна промова Мао Цзедуна, політична доповідь Лю Шаоці, доповідь Чжоу Еньлая про пропозиції щодо другого п'ятирічного плану розвитку народного господарства та доповідь Ден Сяопіна про зміни до Статуту партії.

### Підсумки
З'їзд розробив пропозиції щодо другого п'ятирічного плану розвитку народного господарства КНР (1958-1962), у яких говорилося: «Центральне завдання другого п'ятирічного плану, як і раніше, полягає у переважному розвитку важкої промисловості». Було прийнято новий статут КПК, який проголосив ідеологічною основою партії марксизм-ленінізм, положення про керівну роль «ідей Мао Цзедуна» було прибрано зі статуту.
З'їзд обрав Центральний комітет КПК 8-го скликання у складі 97 членів та 73 кандидатів у члени ЦК КПК. Перший пленум ЦК КПК 8-го скликання обрав новий центральний керівний орган, Мао Цзедуна - головою ЦК КПК, Лю Шаоці, Чжоу Еньлая, Чжу Де, Чень Юня - заступниками Голови, Ден Сяопіна - Генеральним секретарем ЦК КПК, членами Постій стали Мао Цзедун, Лю Шаоці, Чжоу Еньлай, Чжу Де, Чень Юнь та Ден Сяопін.

## Друга сесія
5-23 травня 1958 у закритому режимі відбулася друга сесія VIII з'їзду КПК, яка ознаменувала остаточну відмову КПК від використання радянського досвіду. Було оголошено про перехід до "курсу трьох червоних прапорів" (нова "генеральна лінія" на побудову в КНР соціалізму за принципом "більше, швидше, краще, економніше", політика "великого стрибка", створення "народних комун"), покликаному забезпечити прискорене розвиток КНР, вивести їх у розряд провідних світових держав та забезпечити їй лідерство у міжнародному комуністичному русі.